# Mompha lyonetiella
Mompha lyonetiella é uma espécie de mariposa do gênero Mompha pertencente à família Coleophoridae.